# Bartosz Białkowski
Bartosz Marek Białkowski (* 6. července 1987) je bývalý polský profesionální fotbalista, který hrál na pozici brankáře.

## Klubová kariéra

### Górnik Zabrze
Białkowski se narodil v Braniewu a v Ekstraklase debutoval 30. října 2004 za Górnik Zabrze při prohře 3:1 na hřišti Dyskobolia Grodzisk. Na hřiště přišel jako náhradník místo prvního brankáře Piotra Lecha, který byl vyloučen za druhou žlutou kartu jen dvě minuty předtím, než Białkowski vstoupil na hřiště v 69. minutě zápasu.

### Southampton
Dne 9. ledna 2006 podepsal Białkowski smlouvu se Southamptonem. Svůj debut si odbyl v zápase proti Crystal Palace dne 25. ledna 2006, který skončil remízou 0:0. Dne 28. ledna 2006 také nastoupil při výhře 1:0 v FA Cupu nad Leicester City.
Na konci sezóny 2005/06 a na začátku sezóny 2006/07 byl Białkowski zraněn. V 5. kole FA Cupu proti Newcastlu 18. února 2006 se nezdařeně pokusil zachytit míč mimo pokutové území. George Burley ho ale nemohl vystřídat, protože již využil tři náhradníky. Útočník Dexter Blackstock tak musel Białkowskiho nahradit a následně zabránil Albertovi Luquemu, aby vstřelil svůj první gól za Newcastle.
Po čekání na svou šanci po návratu do formy se Białkowski vrátil do základní sestavy Southamptonu proti Colchester United 16. března 2007 v důsledku třízápasového trestu pro Kelvina Davise. Své místo si udržel i poté, co byl Davis opět k dispozici, když předvedl několik dobrých výkonů, včetně chycené penalty Michaela Kightlyho při výhře 6:0 nad Wolverhamptonem 31. března 2007.
Białkowski byl na začátku sezóny 2007/08 nahrazen na postu brankářské jedničky Davisem až do doby, kdy Southampton prohrál 4:1 s Crystal Palace v Championship a 2:1 s Peterborough United v EFL Cupu.
Dne 17. března 2009 odešel Białkowski na hostování do Ipswich Town do konce sezóny. V jeho prvním vystoupení za rezervní tým Ipswiche byl Białkowski vyloučen za zahrání míče mimo pokutové území. Za první tým Tractor Boys neodehrál žádný zápas a na konci sezóny se vrátil do Southamptonu.
Dne 28. září 2009 se Białkowski připojil k týmu Barnsley, který se potýkal s problémy v Championship, na týdenní nouzovou smlouvu. Odehrál dva zápasy v Championship a poté se vrátil do Southamptonu v League One. Dne 24. listopadu poprvé po více než dvou letech nastoupil do ligového zápasu za Southampton, když v 61. minutě vystřídal zraněného Kelvina Davise v zápase proti Hartlepoolu. Následně se dostal do základní jedenáctky v dalších šesti zápasech, dokud se Davis neuzdravil ze svého zranění. Tato éra v týmu se shodovala se semifinále EFL Trophy proti Norwich City. Zápas dospěl k penaltám a Białkowski zneškodnil pokusy Michaela Nelsona, Matthewa Gilla a Codyho McDonalda, čímž poslal svůj tým do dalšího kola. Southampton nakonec trofej získal, ale Białkowski byl v závěrečném zápase nevyužitým náhradníkem. S blížícím se vypršením Białkowského smlouvy v červnu mu Southampton v květnu 2010 nabídnul prodloužení.
V červnu 2010 bylo oznámeno, že Białkowski podepsal smlouvu s portugalským klubem SC Braga, ale 25. června to popřel a řekl: "Vrátím se do Southamptonu na začátek sezóny a doufám, že s nimi zůstanu." 5. srpna Białkowski podepsal se Southamptonem dvouletou smlouvu s možností prodloužení o další dva roky.
Białkowski odehrál svůj jediný ligový zápas v sezóně 2011/12 při remíze 2:2 s Blackpoolem. Na konci sezóny byl propuštěn poté, co se klub rozhodl propustit jedenáct hráčů. Před svým propuštěním byl Białkowski nejdéle sloužícím hráčem Southamptonu v kádru.

### Notts County
Dne 15. června 2012 podepsal Białkowski tříletou smlouvu s Notts County, kde byl jmenován jako brankář číslo jedna. Svůj debut za Notts County si odbyl 11. srpna 2012 v zápase Ligového poháru na domácím hřišti proti Bradford City. Svou první nulu za klub udržel při výhře 2:0 nad Hartlepoolem. Białkowski byl chválen trenérem Keithem Curlem poté, co měl impozantní začátek sezóny, Curle popsal jeho výkon proti Sheffield United jako "výjimečný" a věřil, že Białkowski je "jedním z nejlepších brankářů v soutěži".
Białkowski zaznamenal své páté čisté konto v sezóně při vítězství 4:0 nad Carlisle. Jeho desáté čisté konto v sezóně přišlo proti Oldhamu, kdy Notts County vyhráli 1:0. Ve svém dalším zápase proti Leyton Orient se Białkowski zapletl do kolize s Charliem MacDonaldem, byl odnesen z hřiště a převezen do nemocnice, kde mu byla poskytnuta léčba na otřes mozku a hlubokou tržnou ránu na čele. Białkowski se vrátil do akce při remíze 1:1 s Walsall. Białkowski byl chválen vedením Notts County po remíze 0:0 se Swindonem, protože zlikvidoval řadu důležitých střel. Ve své první sezóně za klub Białkowski odehrál 40 ligových zápasů a udržel 14 čistých kont.

### Ipswich Town
Dne 15. července 2014 podepsal Białkowski dvouletou smlouvu s Ipswich Town. Svou ligovou premiéru za klub oslavil čistým kontem při vítězství 2:0 nad Blackpoolem 1. listopadu 2014. Většinu sezóny si udržel své místo, když se klub dostal do play-off EFL Championship, ale po úmrtí svého otce v srpnu 2015 byl z týmu pochopitelně vyřazen. Během své první sezóny na Portman Road nastoupil 35krát a udržel 9 čistých kont. Forma jeho kolegy brankáře Deana Gerkena ho držela mimo tým, dokud se na začátku roku 2016 nezranil, a Białkowski se vrátil s řadou působivých výkonů, za které vyhrál vyznamenání pro Hráče měsíce a poté také ocenění Hráč roku podle fanoušků a Hráč roku podle hráčů za sezónu 2015/16. V průběhu sezóny udržel 8 čistých kont ve 23 zápasech.
Białkowski si udržel místo v týmu i pro sezónu 2016/17 a jeho impozantní forma pokračovala po celou sezónu. V průběhu sezóny odehrál 44 zápasů a udržel 11 čistých kont. Jeho výkony v průběhu sezóny mu vynesly další cenu pro nejlepšího hráče roku za sezónu 2016/17.
Své místo v týmu si udržel i v sezóně 2017/18 a pokračoval v ohromování svými výkony. V průběhu sezóny odehrál 46 zápasů ve všech soutěžích a udržel 13 čistých kont. Znovu byl oceněn titulem Hráč roku potřetí po sobě, stejně jako titulem Hráč hráčů roku.
Dne 16. července 2018 podepsal Białkowski novou tříletou smlouvu s Ipswichem, s možností dalšího prodloužení o rok. Byl prvním brankářem většinu sezóny 2018/19 a nastoupil ve 30 zápasech ve všech soutěžích. Nicméně, obecně se považovalo, že měl špatnou sezónu, přičemž řada chyb vedla k tomu, že ho trenéři Paul Hurst i Paul Lambert během sezóny z pozice brankářské jedničky vystrnadili. Białkowski později v jednom rozhovoru vyjádřil nespokojenost s bývalým trenérem Hurstem za to, že byl bez vysvětlení odstaven, a jeho jednání označil za "neúctyhodné".

### Millwall
Dne 30. července 2019 se Białkowski připojil k týmu Millwall v Championship na hostování na sezónu 2019/20. Dříve byl spojován s trvalým přestupem do klubu již v červnu, ale obchod nakonec ztroskotal kvůli komplikaci s jeho lékařským vyšetřením. Svůj debut za Millwall zaznamenal 3. srpna 2019, kdy nahradil zraněného Franka Fieldinga ve 43. minutě při vítězství 1:0 nad Preston North End. Po 28 odehraných zápasech a skvělých výkonech za klub byl jeho přestup 27. ledna 2020 změněn z hostování na trvalý přestup za nezveřejněný poplatek. Během své první sezony v klubu odehrál všechny ligové zápasy za Millwall a vyhrál Zlatou rukavici Championship za udržení nejvyššího počtu šestnácti čistých kont. Jeho výkony za Millwall mu dvakrát vynesly ocenění Hráč roku, za sezóny 2019/20 a 2020/21.
V dubnu 2024 Białkowski oznámil, že odejde z Millwallu, poté co mu na konci sezony vyprší smlouva. Dne 29. srpna 2024 Białkowski oznámil svůj odchod do fotbalového důchodu.

## Reprezentační kariéra
První zkušenost Białkowského s mezinárodním fotbalem přišla v roce 2007, kdy byl povolán do polské reprezentace do 20 let, aby se zúčastnil Mistrovství světa ve fotbale do 20 let 2007 v Kanadě.
Białkowski odehrál svůj první zápas za polský národní tým 23. března 2018 v přátelském utkání, ve kterém Polsko prohrálo 0:1 s Nigérií, když nastoupil jako náhradník po poločase za Łukasze Fabiańského.
V květnu 2018 byl zařazen do konečné 23členné sestavy Polska pro Mistrovství světa ve fotbale 2018 v Rusku. V každém ze tří zápasů skupiny H seděl na lavičce, ale na hřiště se nedostal, protože Polsko vypadlo již ve skupinové fázi.

## Statistiky

### Klubové
| Klub                     | Sezóna            | Liga              | Liga   | Liga | Národní pohár | Národní pohár | Ligový pohár | Ligový pohár | Ostatní | Ostatní | Celkově | Celkově |
| Klub                     | Sezóna            | Soutěž            | Zápasy | Góly | Zápasy        | Góly          | Zápasy       | Góly         | Zápasy  | Góly    | Zápasy  | Góly    |
| ------------------------ | ----------------- | ----------------- | ------ | ---- | ------------- | ------------- | ------------ | ------------ | ------- | ------- | ------- | ------- |
| Olimpia Elbląg           | 2003/04           | II liga           |        |      | 1             | 0             | —            | —            | —       | —       | 1       | 0       |
| Górnik Zabrze            | 2003/04           | Ekstraklasa       | 0      | 0    | —             | —             | —            | —            | —       | —       | 0       | 0       |
| Górnik Zabrze            | 2004/05           | Ekstraklasa       | 7      | 0    | 5             | 0             | —            | —            | —       | —       | 12      | 0       |
| Górnik Zabrze            | 2005/06           | Ekstraklasa       | 0      | 0    | 0             | 0             | —            | —            | —       | —       | 0       | 0       |
| Górnik Zabrze            | Celkově           | Celkově           | 7      | 0    | 5             | 0             | 0            | 0            | 0       | 0       | 12      | 0       |
| Southampton              | 2005/06           | EFL Championship  | 5      | 0    | 2             | 0             | 0            | 0            | —       | —       | 7       | 0       |
| Southampton              | 2006/07           | EFL Championship  | 8      | 0    | 0             | 0             | 0            | 0            | 1       | 0       | 9       | 0       |
| Southampton              | 2007/08           | EFL Championship  | 1      | 0    | 0             | 0             | 1            | 0            | —       | —       | 2       | 0       |
| Southampton              | 2008/09           | EFL Championship  | 0      | 0    | 0             | 0             | 3            | 0            | —       | —       | 3       | 0       |
| Southampton              | 2009/10           | EFL League One    | 7      | 0    | 1             | 0             | 0            | 0            | 2       | 0       | 10      | 0       |
| Southampton              | 2010/11           | EFL League One    | 0      | 0    | 3             | 0             | 0            | 0            | 0       | 0       | 3       | 0       |
| Southampton              | 2011/12           | EFL Championship  | 1      | 0    | 3             | 0             | 4            | 0            | —       | —       | 8       | 0       |
| Southampton              | Celkově           | Celkově           | 22     | 0    | 9             | 0             | 8            | 0            | 3       | 0       | 42      | 0       |
| Ipswich Town (hostování) | 2009/10           | EFL Championship  | 0      | 0    | 0             | 0             | 0            | 0            | —       | —       | 0       | 0       |
| Barnsley (hostování)     | 2009/10           | EFL Championship  | 2      | 0    | 0             | 0             | 0            | 0            | —       | —       | 2       | 0       |
| Notts County             | 2012/13           | EFL League One    | 40     | 0    | 2             | 0             | 1            | 0            | 2       | 0       | 45      | 0       |
| Notts County             | 2013/14           | EFL League One    | 44     | 0    | 1             | 0             | 2            | 0            | 1       | 0       | 48      | 0       |
| Notts County             | Celkově           | Celkově           | 84     | 0    | 3             | 0             | 3            | 0            | 3       | 0       | 93      | 0       |
| Ipswich Town             | 2014/15           | EFL Championship  | 31     | 0    | 1             | 0             | 1            | 0            | 2       | 0       | 35      | 0       |
| Ipswich Town             | 2015/16           | EFL Championship  | 20     | 0    | 2             | 0             | 1            | 0            | —       | —       | 23      | 0       |
| Ipswich Town             | 2016/17           | EFL Championship  | 44     | 0    | 0             | 0             | 0            | 0            | —       | —       | 44      | 0       |
| Ipswich Town             | 2017/18           | EFL Championship  | 45     | 0    | 1             | 0             | 0            | 0            | —       | —       | 46      | 0       |
| Ipswich Town             | 2018/19           | EFL Championship  | 28     | 0    | 1             | 0             | 1            | 0            | —       | —       | 30      | 0       |
| Ipswich Town             | Celkově           | Celkově           | 168    | 0    | 5             | 0             | 3            | 0            | 2       | 0       | 178     | 0       |
| Millwall (hostování)     | 2019/20           | EFL Championship  | 28     | 0    | 2             | 0             | 0            | 0            | —       | —       | 30      | 0       |
| Millwall                 | 2019/20           | EFL Championship  | 18     | 0    | 0             | 0             | 0            | 0            | —       | —       | 18      | 0       |
| Millwall                 | 2020/21           | EFL Championship  | 46     | 0    | 0             | 0             | 3            | 0            | —       | —       | 49      | 0       |
| Millwall                 | 2021/22           | EFL Championship  | 46     | 0    | 0             | 0             | 0            | 0            | —       | —       | 46      | 0       |
| Millwall                 | 2022/23           | EFL Championship  | 10     | 0    | 1             | 0             | 0            | 0            | —       | —       | 11      | 0       |
| Millwall                 | 2023/24           | EFL Championship  | 14     | 0    | 1             | 0             | 0            | 0            | —       | —       | 15      | 0       |
| Millwall                 | Celkově           | Celkově           | 162    | 0    | 4             | 0             | 3            | 0            | 0       | 0       | 169     | 0       |
| Celkově v kariéře        | Celkově v kariéře | Celkově v kariéře | 445    | 0    | 27            | 0             | 17           | 0            | 8       | 0       | 497     | 0       |

### Reprezentační
| Národní tým | Rok     | Zápasy | Góly |
| ----------- | ------- | ------ | ---- |
| Polsko      | 2018    | 1      | 0    |
| Celkově     | Celkově | 1      | 0    |

## Úspěchy
Southampton
- EFL Trophy: 2009/10
- Druhé místo v EFL League One: 2010/11
- Druhé místo v EFL Championship: 2011/12

Individuální
- Hráč roku Ipswich Town: 2015/16, 2016/17, 2017/18
- Hráč hráčů roku Ipswich Town: 2015/16, 2017/18
- Zlatá rukavice EFL Championship: 2019/20
- Hráč roku Millwall: 2019/20, 2020/21